# Dellin Betances
Dellin Betances (nacido el 23 de marzo de 1988 en Nueva York) es un lanzador estadounidense de origen dominicano que milita para Los Ángeles Dodgers. 
Anteriormente jugó para los Yankees de Nueva York y los New York Mets en las Grandes Ligas de Béisbol (MLB).

## Primeros años
Betances nació en Washington Heights, Manhattan. Sus padres, Jaime y María, emigraron a Estados Unidos desde la República Dominicana. Betances tiene dos hermanos mayores y una hermana menor. El español fue el primer idioma de Betances. La familia se mudó al Lower East Side cuando él tenía diez años.
A la edad de 10, Betances era uno de los fanáticos de los Yankees que estaba sentado junto a los Bleacher Creatures para el juego perfecto del lanzador de los Yankees David Cone en 1998. Él le da los créditos a su familia que lo llevaba a partidos de los Yankees lo que hizo que él eligiera el béisbol por encima del baloncesto.
Betances asistió a la Progress High School en el campus de Grand Street en Brooklyn, Nueva York. En su primer año, Betances medía 1,93 m y podía lanzar una bola rápida de hasta 85 millas por hora (137 km/h). En su tercer año, en 2005, Betances podía lanzar más de 90 millas por hora (140 km/h). En 2005, Betances fue nombrado Aflac All-American, el primer jugador de la ciudad de Nueva York en recibir este honor. Betances jugaba al béisbol en el verano en el Youth Service League. También formó parte de la selección nacional juvenil de Estados Unidos. En su último año, en 2006, Betances medía 2,06 m (6 pies y 9 pulgadas). SchoolSports.com calificó a Betances como la décima mejor promesa de la escuela secundaria en 2006.

## Carrera
Betances fue seleccionado en la octava ronda del draft de 2006 de Major League Baseball. Recibió un bono por firmar de $1 millón de dólares para renunciar a su compromiso con la Universidad Vanderbilt.
Betances fue calificado como el tercer mejor prospecto de los Yankees para el año 2007, y como el quinto mejor para el año 2009, según la revista Baseball America.
Betances pasó el 2007 con el equipo Clase-A Staten Island Yankees y en 2008 con el equipo Clase-A Charleston RiverDogs. En 2009, lanzó para los Tampa Yankees, equipo Clase-A avanzado afiliado a los Yankees. Betances fue operado a finales de la temporada 2009, se informó erróneamente como una cirugía Tommy John, pero que en realidad era un procedimiento de refuerzo de los ligamentos.
Después de la temporada 2010, Betances fue añadido al roster de 40 hombres de los Yankees. Comenzó la temporada 2011 en nivel Doble-A con los Trenton Thunder, y fue promovido la Triple-A con los Scranton/Wilkes-Barre Yankees el 13 de agosto.
El 8 de septiembre de 2011, Betances fue promovido a las Grandes Ligas. Betances tuvo una sesión de pitcheo en la calle frente a su casa en Teaneck, Nueva Jersey con su hermano antes de unirse a los Yankees en Anaheim. Betances y su compañero prospecto Andrew Brackman hicieron su debut en Grandes Ligas el 22 de septiembre de 2011.